# 小林沙世子
小林 沙世子（こばやし さよこ 1965年2月2日-）は女優。東京都出身。ティー・アーティスト所属。旧芸名：小林 ひさよ、小林 さより。

## 来歴・人物
1988年に月刊PLAY BOYのプレイメイトジャパンでグランプリを受賞し芸能界デビュー。以後、抜群のプロポーションを武器に女優として活躍中。また、ファブリーズのCMでコミカルな演技も見せるなど活発的。

## 出演

### テレビ
- 岡っ引どぶ（フジテレビ系）
- あきれた刑事 第14話「女課長の甘いワナ」（1988年1月27日、日本テレビ系）　※小林ひさよ名義
- ゴリラ・警視庁捜査第8班 第20話「奪われた手術」（1989年9月10日、テレビ朝日系） - 美希役　※小林ひさよ名義
- 裏刑事-URADEKA-（1992年、ABC・テレビ朝日系） - 中里小夜子役
- 翔ぶが如く（NHK）
- チェイス〜国税査察官〜（NHK）
- 霊感商法株式会社〜星に呪いを〜（TBS系）
- タクシードライバーの推理日誌II（テレビ朝日系）

他

### 映画
- バカバカンス
- 地球でたったふたり
- 水筒少年
- オー・ド・ヴィ
- 女帝 春日局
- 東京マリーゴールド
- べっぴんの町

### 舞台
- 本牧メルヘンII
- 往復書簡

他

### CM
- P&G ファブリーズ